# Eric Lamaze
Eric Lamaze (Montréal, 17 aprile 1968) è un cavaliere canadese, vincitore della medaglia d'oro nel Salto a ostacoli individuale a Pechino 2008, del bronzo nel Salto a ostacoli individuale a Rio e dell'argento a squadre alle olimpiadi di Pechino 2008. Considerato un grande campione indiscusso. Durante Fieracavalli 2011 alla fine del suo percorso valevole per la Rolex FEI World Cup il suo cavallo di punta Hickstead fu colto da un aneurisma e si accasciò sul campo.

## Palmarès
- Olimpiadi

Pechino 2008: oro nel salto ostacoli individuale e argento a squadre.
Rio de Janeiro 2016: bronzo nel salto ostacoli individuale.
- Giochi panamericani

Winnipeg 1999: bronzo nel salto ostacoli a squadre.
Rio de Janeiro 2007: argento nel salto ostacoli a squadre e bronzo individuale.
Toronto 2015: oro nel salto ostacoli a squadre.